# Jalen Mills
Pour les articles homonymes, voir Mills.
(en) Statistiques sur pro-football-reference
Jalen Mills, né le 6 avril 1994 à Dallas au Texas, est un sportif professionnel américain de football américain.
Il évolue au poste de cornerback dans la National Football League (NFL) depuis la saison 2016 et joue pour les Giants de New York depuis 2024.
Au niveau universitaire, il a joué pour les Tigers de l'université d'État de Louisiane pendant quatre saisons (2012-2015) dans la NCAA Division I FBS et sa Southeastern Conference (SEC) où il est sélectionné dans la première équipe All-American 2015.
Sélectionné en 233e choix global lors du septième tour de la draft 2016 de la NFL par la franchise des Eagles de Philadelphie. Il y joue pendant cinq saisons (2016-2020) et remporte le Super Bowl LII au terme de la saison 2017. Il rejoint ensuite les Patriots de la Nouvelle-Angleterre (2021-2023) et devenu agent libre, se lie avec les Giants de New York en mars 2024.

## Biographie

### Carrière universitaire
Mills intègre  l'université d'État de Louisiane où il joue avec les Tigers dans la NCAA Division I FBS pendant quatre saisons.
Il est titulaire au poste de cornerback lors des 13 matchs de la saison 2012, totalisant 57 plaquages et deux interceptions. En tant que joueur sophomore en 2013, il est titulaire lors des 13 matchs et comptabilise 67 plaquages, trois interceptions et trois sacks. En 2014, Il joue 12 matchs au poste de safety et un au poste de cornerback, terminant la saison avec 62 plaquages et une interception. Senior en 2015, Mills manque les six premiers matchs à la suite d'une blessure mais malgré cela, il est désigné joueur All-American par CBS Sports.

### Carrière professionnelle

#### Draft
Mills est sélectionné par la franchise des Eagles de Philadelphie en 233e choix global lors du septième tour de la draft 2016 de la NFL.

#### Eagles de Philadelphie
Le 4 mai 2016, Mills signe un contrat de quatre ans pour un montant de 2,41 millions de dollars incluant une prime à la signature de 75 856 dollars.
À sa première saison professionnelle, il prend part aux 16 parties de l'équipe et réalise un total de 61 plaquages. Il est nommé titulaire en début de saison 2017. Le 29 octobre 2017 contre les 49ers de San Francisco, il réalise 3 plaquages, une passe défendue et une interception retournée pour un touchdown, pour ainsi être nommé joueur défensif de la semaine dans la conférence NFC. Il aide les Eagles à se rendre jusqu'au Super Bowl LII, qui se conclut par une victoire des oiseaux contre les Eagles de Philadelphie. Il a réalisé 9 plaquages et 2 passes défendues lors du match ultime.
Lors de la saison 2018, il se blesse au pied lors de la semaine 8 contre les Jaguars de Jacksonville, ce qui lui fait manquer le restant de la saison.
Cette blessure empêche Mills de reprendre la saison 2019 avant le 19 octobre,. Il joue son premier match en 7e semaine contre les Cowboys de Dallas (défaite 10-37), interceptant une passe du quarterback Dak Prescott dans la zone d'en-but.
Le 24 mars 2020, Mills signe un contrat d'un an avec les Eagles. Le no 21 lui est attribué et il y jouera également au poste de safety. En 3e semaine contre les Bengals de Cincinnati (égalité 23-23), Mills enregistre, pour la première fois de la saison, 1½ sacks. En 7e semaine contre les Giants de New York (victoire 22-21), il effectue la première interception de sa saison. Il est placé sur la liste des réservistes COVID-19 par les Eagles le 31 décembre 2020 et est réactivé le 28 janvier 2021.

#### Patriots de la Nouvelle-Angleterre
Le 19 mars 2021, Mills signe un contrat de quatre ans pour un montant de 24 millions de $ avec les Patriots de la Nouvelle-Angleterre,.
Au cours de sa première saison, il est considéré comme le cornerback no 2 de la franchise derrière J. C. Jackson affichant un bilan de 47 plaquages, 7 passes défendues et un fumble recouvert en 16 matchs. La saison suivante, il totalise 31 plaquages, 2 interceptions et 47 plaquages, 5 passes défendues en 47 plaquages, 10 matchs.

#### Giants de New York
Libéré par les Patriots le 17 mars 2024, Mills signe cinq jours plus tard un contrat d'un an ,.

## Statistiques
| Légende | Légende                 |
| ------- | ----------------------- |
|         | Vainqueur du Super Bowl |
| Gras    | Record en carrière NFL  |

| Année                    | Équipe                             | MJ  |                 | Plaquages       | Plaquages       | Plaquages       | Plaquages       |                 | Interceptions   | Interceptions   | Interceptions | Interceptions |  | Fumbles | Fumbles |
| Année                    | Équipe                             | MJ  | Total           | Seul            | Ast.            | Sacks           | Nb.             | Yards           | Déf.            | TD              | Nb.           | Rec.          |  |         |         |
| 2016                     | Eagles de Philadelphie             | 16  | 61              | 51              | 10              | 0,0             | 0               | 0               | 07              | 0               | 0             | 0             |  |         |         |
| 2017                     | Eagles de Philadelphie             | 15  | 64              | 51              | 13              | 0,0             | 3               | 53              | 14              | 1               | 0             | 0             |  |         |         |
| 2018                     | Eagles de Philadelphie             | 08  | 42              | 36              | 06              | 0,0             | 0               | 0               | 09              | 0               | 0             | 0             |  |         |         |
| 2019                     | Eagles de Philadelphie             | 09  | 41              | 29              | 12              | 0,0             | 1               | 0               | 07              | 0               | 0             | 0             |  |         |         |
| 2020                     | Eagles de Philadelphie             | 15  | 74              | 59              | 15              | 1,5             | 1               | 05              | 03              | 0               | 0             | 1             |  |         |         |
| 2021                     | Patriots de la Nouvelle-Angleterre | 16  | 47              | 35              | 12              | 0,0             | 0               | 0               | 07              | 0               | 1             | 0             |  |         |         |
| 2022                     | Patriots de la Nouvelle-Angleterre | 10  | 31              | 26              | 05              | 0,0             | 2               | 28              | 05              | 0               | 0             | 0             |  |         |         |
| 2023                     | Patriots de la Nouvelle-Angleterre | 17  | 45              | 26              | 19              | 0,0             | 0               | 0               | 01              | 0               | 0             | 0             |  |         |         |
| 2024                     | Giants de New York                 | ?   | Saison en cours | Saison en cours | Saison en cours | Saison en cours | Saison en cours | Saison en cours | Saison en cours | Saison en cours | ?             | ?             |  |         |         |
| Totaux dans la NFL       | Totaux dans la NFL                 | 106 | 406             | 314             | 92              | 1,5             | 7               | 83              | 53              | 1               | 1             | 1             |  |         |         |
| Totaux chez les Eagles   | Totaux chez les Eagles             | 063 | 283             | 227             | 56              | 1,5             | 5               | 58              | 39              | 1               | 0             | 1             |  |         |         |
| Totaux chez les Patriots | Totaux chez les Patriots           | 043 | 123             | 087             | 36              | 0,0             | 2               | 28              | 13              | 0               | 1             | 0             |  |         |         |

| Année               | Équipe                 | MJ |       | Plaquages | Plaquages | Plaquages | Plaquages |       | Interceptions | Interceptions | Interceptions | Interceptions |  | Fumbles | Fumbles |
| Année               | Équipe                 | MJ | Total | Seul      | Ast.      | Sacks     | Nb.       | Yards | Déf.          | TD            | Nb.           | Rec.          |  |         |         |
| 2017                | Eagles de Philadelphie | 3  | 13    | 10        | 3         | 0,0       | 0         | 0     | 5             | 0             | 0             | 0             |  |         |         |
| 2019                | Eagles de Philadelphie | 1  | 04    | 03        | 1         | 0,0       | 0         | 0     | 0             | 0             | 0             | 0             |  |         |         |
| Totaux NFL - Eagles | Totaux NFL - Eagles    | 4  | 17    | 13        | 4         | 0,0       | 0         | 0     | 5             | 0             | 0             | 0             |  |         |         |

## Vie privée
Le surnom de Mills est « Green Goblin » (goblin vert) en référence à ses cheveux colorés en vert.
Le 12 avril 2019, Mills est arrêté et inculpé pour un fait de bagarre résultant d'une altercation avec Devin Robinson des Wizards de Washington, à l'extérieur d'une boîte de nuit de Washington DC. Robinson, également inculpé, a été transporté à l'hôpital à la suite des blessures encourues.